# Flauti dritti

Sezione trasversale dell'imboccatura di un flauto a fessura interna: il becco (A), la fessura (B) e il labium (C).

I flauti dritti, detti anche flauti a fessura o flauti a labium, sono una famiglia di flauti in cui l'aria soffiata dall'imboccatura viene diretta, attraverso una stretta fessura, contro il bordo tagliente di un orifizio laterale, chiamato labium.
La generazione del suono con questi flauti è relativamente semplice, ma essi offrono meno possibilità di variare il suono rispetto ai flauti senza fessura.
La classe dei flauti dritti è indicata con il codice 421.2 nella classificazione Hornbostel-Sachs.
Esempi di flauti dritti sono il flauto dolce, il tin whistle, il fischietto, il flauto a coulisse e l'ocarina.
Le canne d'organo dette "ad anima" producono il suono con lo stesso principio dei flauti dritti.